# Kyle Beckerman
Kyle Robert Beckerman (født d. 23. april 1982) er en amerikansk fodboldtræner, og tidligere professionel fodboldspiller, som er træner for Utah Valley Universitys fodboldhold.

## Klubkarriere

### Miami Fusion
Beckerman begyndte sin karriere hos Miami Fusion i 2000.

### Colorado Rapids
Miami Fusion udgik af MLS efter 2001 sæsonen, og spillerene blev dermed puttet i et draft. Beckerman blev her draftet af Colorado Rapids. Han havde sit store gennembrud i 2003 sæsonen, og var herefter fast mand på Colorado holdet.

### Real Salt Lake
Beckerman blev i juli 2007 traded til Real Salt Lake for Mehdi Ballouchy. Han etablerede sig med det samme som en central spiller på holdet, og blev i løbet af 2008 sæsonen gjort til anfører.
Han spillede den 17. oktober 2015 sin kamp nummer 379 i MLS, og blev hermed markspilleren med flest kampe i ligaen nogensinde.
Beckerman annoncerede i december 2020 at han gik på pension.

## Landsholdskarriere

### Ungdomslandshold
Beckerman har repræsenteret USA på U/17-niveau.

### Seniorlandshold
Beckerman debuterede for USA's landshold den 20. januar 2007.

## Trænerkarriere
Beckerman begyndte sin trænerkarriere i april 2021, da han blev hyret som den nye træner for Utah Valley Universitys fodboldhold.

## Titler
Real Salt Lake
- MLS Cup: 1 (2009)

USA
- CONCACAF Gold Cup: 1 (2013)

Individuelle
- MLS All-Star: 6 (2009, 2010, 2011, 2012, 2013, 2016)